# Atomosia pusilla
Atomosia pusilla är en tvåvingeart som beskrevs av Macquart 1838. Atomosia pusilla ingår i släktet Atomosia och familjen rovflugor. Inga underarter finns listade i Catalogue of Life.